# Amilcar Boscan
Amílcar Jesús Boscán Parra (Maracaibo, 17 de mayo de 1960), más conocido artísticamente como Amílcar Boscán, es un cantautor y abogado venezolano, conocido por haber sido uno de los integrantes del grupo venezolano con origen en Maracaibo, Guaco, permaneciendo en la agrupación 5 años desde 1979 hasta 1984, cuando emprende su carrera como solista en el género de la Salsa. Entre sus éxitos mientras formó parte de la agrupación se encuentran: "Un Cigarrito y un Café", "Cepillao", "Pastelero", "Homenaje a Jesús Lozano", "Adios Miami", "El Billetero", entre otros.

## Biografía

### Inicios en Guaco
En 1979, Amílcar Boscán entra en la agrupación musical Guaco, y siendo el integrante más joven de la agrupación se convirtió en el solista líder de la misma, integrando una de las etapas más exitosas. El marabino tenía 19 años." Su debut discográfico se produce en el disco "Guaco 1979" cantando un tema en el cual el sonido de Guaco se modernizó buscando la comercialización y el reconocimiento por un público masivo. Posteriormente, Amílcar Boscán se convirtió en el cantante del grupo a quien entregaban los temas que se iban a promocionar tales como: "Homenaje a Aniceto Rondón", "Homenaje a Jesus Lozano" "Billetero", "Pastelero", “Cepillao”, “Adiós Miami”, "Un Cigarrito y Un Café", entre muchos otros, que en su voz se convirtieron en los éxitos de los discos de Guaco lanzados entre 1979 y 1984. La última participación del cantante en un disco de Guaco fue en "Guaco Es Guaco" de 1984.
Durante ese intenso período de trabajo musical, Amílcar Boscan recorrió todo el territorio nacional, actuó con Guaco en grandes escenarios. Hizo televisión en espacios estelares, con cobertura nacional. Comenzó a lidiar con las entrevistas y pautas promocionales. Eso representó su mejor entrenamiento, antes de comenzar en 1985, con buen apresto, su carrera en solitario, iniciar su desarrollo como cantautor.

### 1985-presente: Carrera como solista
En enero de 1985, se aparta de Guaco para asumir el rol de solista como artista exclusivo del sello Sonorodven, explorando otras tendencias dentro de la música tropical, debutando entonces exitosamente con un primer álbum discográfico que incluyó los temas "Apariencias", "Amor de Madrugada" y "Señorita de 15 Años". 
"Mujer de piedra" editado en 1986 es su segundo álbum como solista cuyos resultados comerciales fueron discretos y donde los temas promocionados fueron “Viernes por la noche” y la canción que da el nombre al disco. Ese mismo año obtiene el título de abogado en la Facultad de Derecho en La Universidad del Zulia.

En 1988 viaja a los Estados Unidos con el objetivo de buscar la internacionalización. Para aquella época es notoria su admiración por Willie Colon y sus producciones con Héctor Lavoe y Rubén Blades. En 1989 graba en Puerto Rico el álbum "Solamente Amilcar" para el sello TH-Rodven del cual se desprenden los éxitos, "Ámame", "Patrón de Amor y Guerra","La Era de la Sinceridad" y una de las mejores canciones de la salsa romántica: "Faltaba Una Razón".
En 1991 graba su cuarto trabajo discográfico para el sello Rodven y arreglos musicales de Alejandro Ávila titulado “Realidades” con un sonido de trombones y coros que se asemejan al de Willie Colon. Entre los temas de este disco pueden mencionarse: “Por que”, “Amor de Guadalajara”  y “Realidades”.   El éxito mediático y definitivo del artista llega en 1993 con su quinto disco en solitario y el dúo grabado con Willie Colon: “Los olores del amor”. Con este disco denominado “Durando” el cantante alcanza su madurez definitiva. Gracias a este trabajo y su trayectoria artística fue reconocido y dio conciertos en Estados Unidos, Colombia, Panamá, Perú, Puerto Rico y México. 
El Caribe en Nueva York publicado en 1994 es el siguiente trabajo del cantante y compositor donde le rinde homenaje a Héctor Lavoe en uno de los temas. En este álbum se incluye el tema "Llorando", el cual el canal Venevisión utilizó como cortina musical de la telenovela Peligrosa de ese mismo año. Cuatro años más tarde aparece el álbum “Todo es relativo” donde aparece el tema: “La mula aérea” versionado por Willie Colon 14 años más tarde en su disco del 2008: “El Malo II...Prisioneros Del Mambo” con el título “Narcomula”.
Amílcar Boscán es también un prolífico compositor, que ha brindado sus temas a varios cantantes entre ellos a Willie Colón, para quien ha compuesto alrededor de 18 temas, incluyendo:  "American color", "Cayo Condón",   "Despertares", "Talento de Televisión" y "Caer en Gracia", estos dos últimos incluidos en el disco que sirvió de reencuentro entre el propio Colón y Rubén Blades  en 1995.
Luego de una ausencia bastante prolongada, donde el cantautor se dedicó a la consultoría privada en el área de su profesión de abogado, regresa con “Revelaciones” su octavo álbum como solista, donde realiza un tratamiento rítmico y melódico sobre la base de los tiempos modernos actuales,
buscando la innovación y una renovación de la salsa que acusa cierto desgaste: "En la salsa se tiende a reciclar mucho las fórmulas. Estoy buscando una actitud vanguardista", señala el cantautor”. Los temas promocionales de este disco son: "Amor de locos", "El parcero" y "Los reyes del guiso"

### Discografía con Guaco (1979-1984)
- Guaco 79 (1979)
- Guaco 80 (1980)
- Guaco 81 (1981)
- Guaco 82 (1982)
- Guaco 83 (1983)
- Guaco es Guaco (1984)

## Discografía como solista
- Apariencias (1985)
- Mujer De Piedra (1986)
- Solamente Amílcar (1989)
- Realidades (1991)
- Durando (1992)
- El Caribe en NY (1994)
- Todo Es Relativo (1998)
- Revelaciones (2014)